# Sankt Olofsholm

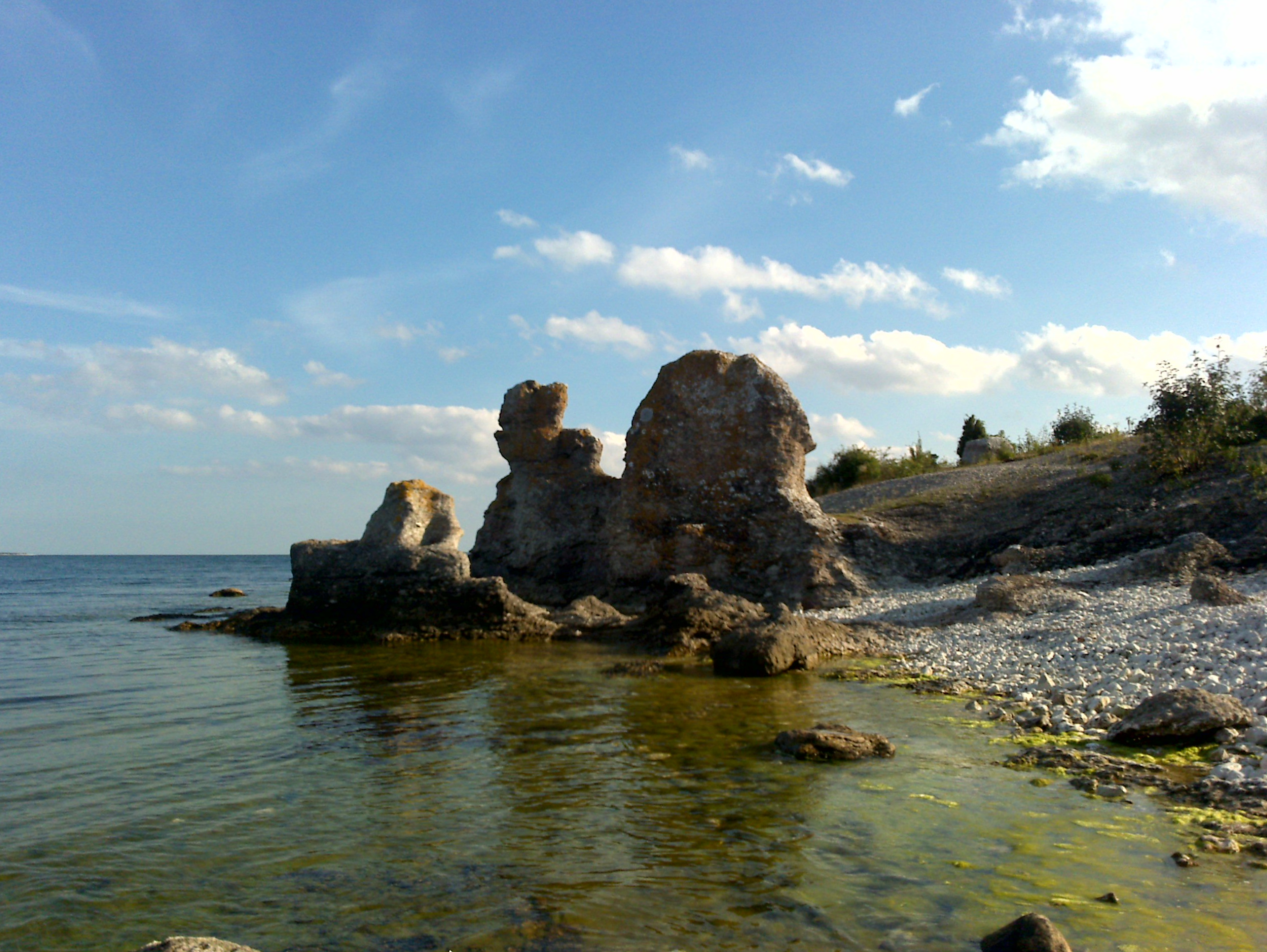
Rauken bei Sankt Olofsholm

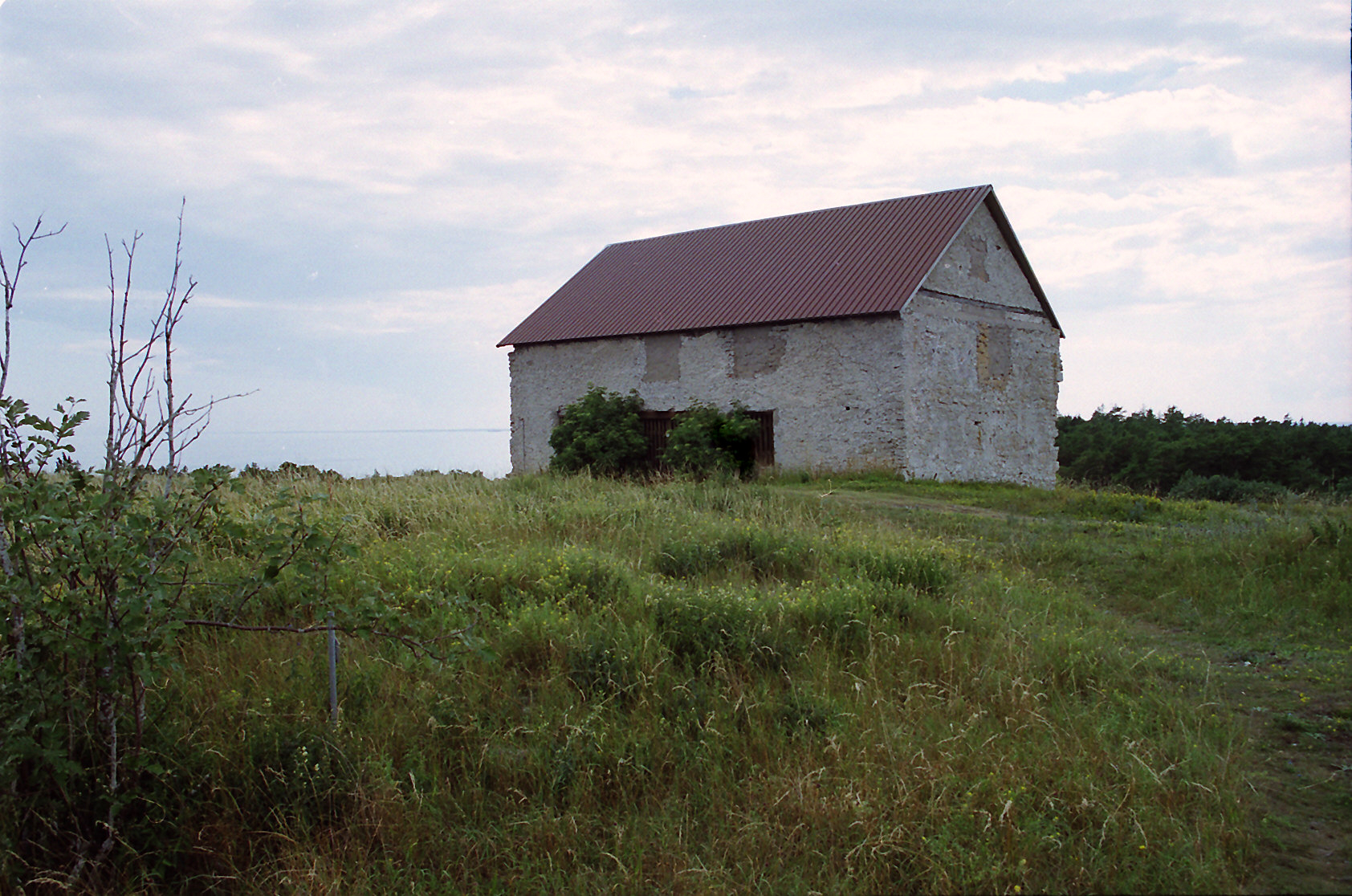
Ruine der Sankt Olofs Kirche

Sankt Olofsholm ist eine Halbinsel im Kirchspiel Hellvi im nordöstlichen Teil der schwedischen Insel Gotland. Gemäß der Gutasaga soll der Norwegische König Olof Haraldson (Olav der Heilige) während einer Reise nach Russland im Jahre 1029 bei Sankt Olofsholm, das damals Akergarn hieß, an Land gegangen sein.  Er soll zu dieser Zeit Gotland christianisiert haben. Zur Erinnerung an diesen vermuteten Landgang baute man an diesem Ort eine Kirche. Teile davon sind in ein noch heute existierendes Speichergebäude eingebaut. Im östlichen Teil von Sankt Olofsholm liegt ein 11 Hektar großes Naturreservat.
Es umfasst große Teile der Anhöhe, die südlich des alten Hafens liegt.